# Krivosúd-Bodovka
Krivosúd - Bodovka (allemand : Kriwosud, hongrois : Bodóka) est un village de Slovaquie situé dans la région de Trenčín.

## Histoire
La première mention écrite du village date de 1398.

## Démographie

### Évolution de la population
| Année:               | 1994. | 2004.   | 2014.   | 2024.   |
| -------------------- | ----- | ------- | ------- | ------- |
| Nombre de personnes: | 315   | 303     | 330     | 346     |
| Différence:          |       | -3,80 % | +8,91 % | +4,84 % |

| Année:               | 2023. | 2024.   |
| -------------------- | ----- | ------- |
| Nombre de personnes: | 355   | 346     |
| Différence:          |       | -2,53 % |